# Heteropneustes longipectoralis
Heteropneustes longipectoralis är en fiskart som beskrevs av Rema Devi och Raghunathan, 1999. Heteropneustes longipectoralis ingår i släktet Heteropneustes och familjen Heteropneustidae. IUCN kategoriserar arten globalt som otillräckligt studerad. Inga underarter finns listade i Catalogue of Life.